# Clytia pacifica
Clytia pacifica is een hydroïdpoliep uit de familie Campanulariidae. De poliep komt uit het geslacht Clytia. Clytia pacifica werd in 1899 voor het eerst wetenschappelijk beschreven door Agassiz & Mayer. 